# Командир батальйону

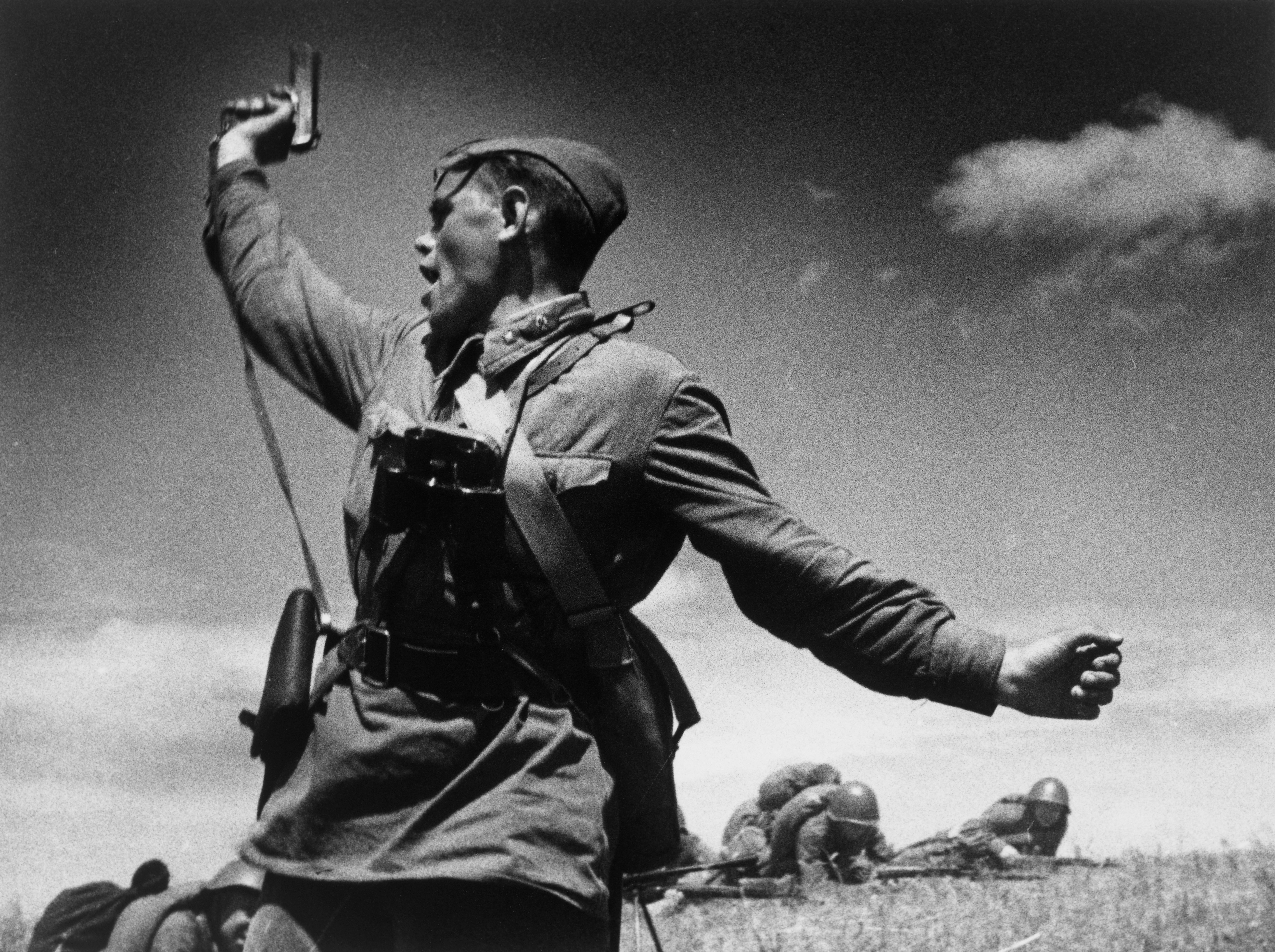
Командир батальйону піднімає солдатів в атаку з пістолетом в руці. Див. Комбат (фотографія)

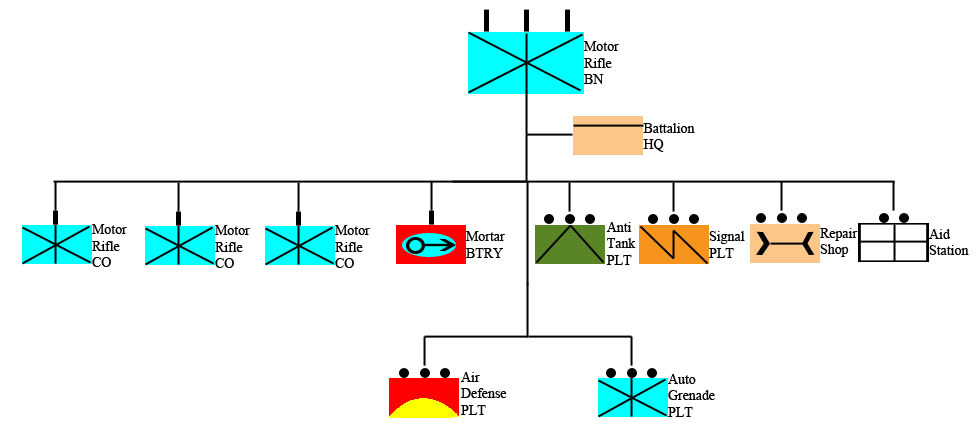
Організаційно-штатна структура мотострілецького батальйону Радянської армії

Стандартне позначення піхотного батальйону в НАТО

Команди́р батальйону (також скорочено комбат) — у військовій справі військова посада старшого офіцерського складу в сухопутних (рідко у військово-повітряних та військово-морських силах) Збройних силах більшості країн. Здійснює командування батальйоном (в артилерії еквівалент — командир артилерійського (зенітного) дивізіону) — військовим підрозділом, що налічує, як правило, від двох до чотирьох рот (батарей), декілька окремих взводів, з особовим складом загальною чисельністю 300–800 осіб.
Загальна чисельність особового складу батальйону залежить від військових традицій країни, виду Збройних сил, роду військ та його функціонального призначення. Входить до складу полку (бригади), також може бути окремою військовою одиницею.
Військове звання командира батальйону у Збройних Силах України — підполковник. Водночас посада командира навчального батальйону передбачає військове звання полковник.
У військовій ієрархії серед командного складу комбат посідає проміжну позицію між командиром роти і командиром полку (бригади).

## Посадовий ранг в збройних силах
На початку ХХ століття у зв’язку з революційними подіями в європейських країнах (Зокрема Російській імперії) з’являються нові держави де при владі знаходилися ліві сили. Одними з перших дій цих урядів було скасування титулів, чинів та персональних військових звань. 

### СРСР
Лютнева революція 1917 року призвела до припинення існування Російської імперії. Після Жовтневого перевороту декретом радянського керівництва, було скасовано імперські чини, звання та титули. 29 січня 1918 році засновуються збройні сили Радянської Росії, Червона армія, а 29 листопада затверджується Устав внутрішньої та гарнізонної служби де серед іншого визначені та узаконені посадові військові звання, серед введених типових посад була присутня «командир батальйону».  Вже 16 січня 1919 року були введенні знаки розрізнення військовослужбовців, згідно їх військових категорій. Знаки розрізнення посад у РСЧА розміщувалися на рукаві однострою і виглядали як червоні матерчаті трикутники, квадрати чи ромби (молодший, старший та вищий командний состав) які розміщувалися горизонтально і над якими була присутня велика червона п’ятипроменева зірка з серпом та молотом у середні. Командир батальйону мав за знаки розрізнення три червоних квадрати («кубарі»). З початку 1922 року знаки розрізнення почали розміщуватися на спеціальному клапані, який був кольору роду військ та мав червону облямівку. Клапан розміщувався на рукаві, мав в верхній частині п’ятипроменеву зірку та розміщені вертикально знаки посадового рангу (трикутники, квадрати та ромби). Командир батальйону як і раніше мав за знаки розрізнення три квадрати. В 1924 році встановлюється новий тип одностроїв військовослужбовців, а також знаків розрізнення. Всі командно-стройові посади були поділено на чотири групи та 14 категорій. Знаки посадового стану замість рукавів, стають розміщуватися на петлицях гімнастерок та шинелей і змінили свій вигляд. Посади вказувалися трикутниками для молодшого, квадратами для середнього, прямокутниками для старшого і ромбами для вищого командного складів. Командир батальйону відносився до старшого командного складу, та мав категорію К-7, маючи за знаки розрізнення один прямокутник («шпалу») на петлиці. У Військово-морських силах, відповідним посадових рангом у цій категорії був «командир тральщика» (мав на рукаві дві широких та одну вузьку стрічки). 
В 1935 році, в РСЧА було введено персональні військові звання. Знаки командира батальйону, стали використовуватися носіями військового звання капітан.
| Знаки розрізнення | Період використання                             |
| ----------------- | ----------------------------------------------- |
|                   | 1919-1922 (один з варіантів)                    |
|                   | 1922-1924 (адміністративно-господарський склад) |
|                   | 1924-1935                                       |

### Югославія
Під час Другої Світової війни на теренах колишньої Югославії діяли різноманітні військові сили: Хорватське домобранство, четники та НВАЮ. У комуністичної промосковської Народно-визвольна армія Югославії (НВАЮ) в 1941 – 1942 роках існувала система військових звань яка була схожа на систему посадових рангів РСЧА СРСР до введення персональних звань в 1935 році. Серед таких посадових рангів були: командир чоти, командант батальйону, командант загону, командант бригади чи групи загонів. Посадові ранги мали свої відповідні знаки розрізнення, командант батальйону мав за знаки розрізнення дві червоні горизонтальні смуги, вище яких розміщувалася червона п’ятипроменева зірка. В 1942 – 1943 роках відбулася модифікація рангів, з’явилися ранги заступників та начальників штабів. Знаками розрізнення команданта батальйону стають   три червоні вертикальні смуги, вище яких розміщувалася червона п’ятипроменева зірка (попередні знаки розрізнення стали співвідноситися з посадовим рангом заступника команданта батальйону. В 1943 році в НВАЮ були введені нові персональні військові звання, наближені до військових звань СРСР так колишнього Королівства Югославія.